# Österreichischer Frauenring
Der Österreichische Frauenring (ÖFR) ist die parteiunabhängige und überkonfessionelle Dachorganisation österreichischer Frauenvereine und wurde 1969 gegründet. 
Der ÖFR versteht sich seit jeher als Interessensvertretung österreichischer Frauen. Seine zentralen Anliegen sind die Wahrung der Rechte aller Frauen und die Gleichstellung der Geschlechter. Vorsitzende des Frauenrings waren Persönlichkeiten wie Johanna Dohnal, Marilies Flemming, Irmgard Schmidleithner, Eva Salomon, Sabine Oberhauser, Christa Pölzlbauer und Sonja Ablinger. Seit Juni 2018 ist Klaudia Frieben Vorsitzende der Organisation.

## Mitglieder
Insgesamt hat der ÖFR mehr als 40 Mitgliedsorganisationen und vertritt so indirekt etwa eine Million Frauen. Neben Vertreterinnen der Parteien, Frauenorganisationen, Gewerkschaften und Standesvertretungen, der Katholischen und Evangelischen Kirche sind auch autonome Frauengruppen und unabhängige Frauenorganisationen Mitglieder des ÖFR. Der Österreichische Frauenring ist zudem Mitglied der European Women’s Lobby (Europäischen Frauenlobby, EWL) in Brüssel.
Mitgliedsorganisationen sind unter anderem:
- SPÖ Frauen
- Grüne Frauen
- KPÖ Frauen
- ÖVP Frauen
- Verein Autonome Österreichische Frauenhäuser
- KosmosTheater
- Katholische Frauenbewegung Österreichs
- ÖGB Frauen
- Sprungbrett

## Ziele und Tätigkeiten
Die Tätigkeit des ÖFR erstreckt sich auf etliche Bereiche. So schafft der Österreichische Frauenring zum einen fachliche Grundlagen für die Arbeit der Mitgliedsorganisationen und erarbeitet zum anderen Vorschläge und Stellungnahmen zu Themen, die für Frauen relevant sind. Er leistet des Weiteren Öffentlichkeitsarbeit in Bezug auf Forderungen der Frauen. Auch die Planung und Durchführung gemeinsamer Aktionen der Vereine ist eine der Kerntätigkeiten des ÖFR. Ziel solcher Aktionen ist stets die Verwirklichung der Gleichstellung von Frauen und Männern. Letztlich ist auch die Herstellung und Pflege von Kontakten zu Frauenverbänden in anderen Ländern sowie zu internationalen Organisationen als wichtiges Anliegen der Organisation zu nennen.

## Frauenring-Preis
Seit 2011 verleiht der Österreichische Frauenring den Frauenring-Preis für besondere Leistungen nach feministischen Grundsätzen. 
- 2011 wurde der Preis an die ORF-Journalistin Renata Schmidtkunz und den Musiker Paul Gulda verliehen.[3]
- 2014 wurden drei Frauen ausgezeichnet: Irma Schwager, antifaschistische Widerstandskämpferin und Friedensaktivistin, Ulrike Truger, Bildhauerin, und Christiana Jankovics, ORF-Betriebsrätin und Mitglied des Stiftungsrates.[4]
- 2015 wurden Elfriede Hammerl, Susanne Riegler, Susanne Kirchmayr und Ursula Kubes-Hofmann ausgezeichnet.[5]
- 2016: Sibylle Hamann, Gabriella Hauch und Ulli Weish[6]
- 2017: Elisabeth Holzleithner, Käthe Kratz und Esra Özmen[7]
- 2018: Kazuko Kurosaki (Aiko), Ingrid Nikolay-Leitner und Nicola Werdenigg[8]
- 2019: Hilde Stockhammer, Gabriele Michalitsch, Eva Blimlinger[9]
- 2020: Brigitte Hornyik[9]